# Vellexon-Queutrey-et-Vaudey
 Vellexon-Queutrey-et-Vaudey  ist eine französische Gemeinde im Département Haute-Saône in der Region Bourgogne-Franche-Comté; sie gehört zum Arrondissement Vesoul und zum Kanton Scey-sur-Saône-et-Saint-Albin.

## Geografie
Die Gemeinde Vellexon-Queutrey-et-Vaudey liegt an der Saône, etwa 30 Kilometer südwestlich von Vesoul. Sie wird umgeben von den Nachbargemeinden Recologne, Ferrières-lès-Ray und Ray-sur-Saône im Norden, Soing-Cubry-Charentenay im Nordosten, Fresne-Saint-Mamès im Osten, Saint-Gand im Süden, Seveux-Motey im Westen sowie Membrey im Nordwesten.

## Geschichte
Queutrey und Vaudey wurden 1806 mit Vellexon zusammengelegt.

## Bevölkerungsentwicklung
| Jahr                       | 1962 | 1968 | 1975 | 1982 | 1990 | 1999 | 2007 | 2018 |
| Einwohner                  | 618  | 629  | 534  | 503  | 519  | 491  | 504  | 455  |
| Quellen: Cassini und INSEE |      |      |      |      |      |      |      |      |

## Sehenswürdigkeiten

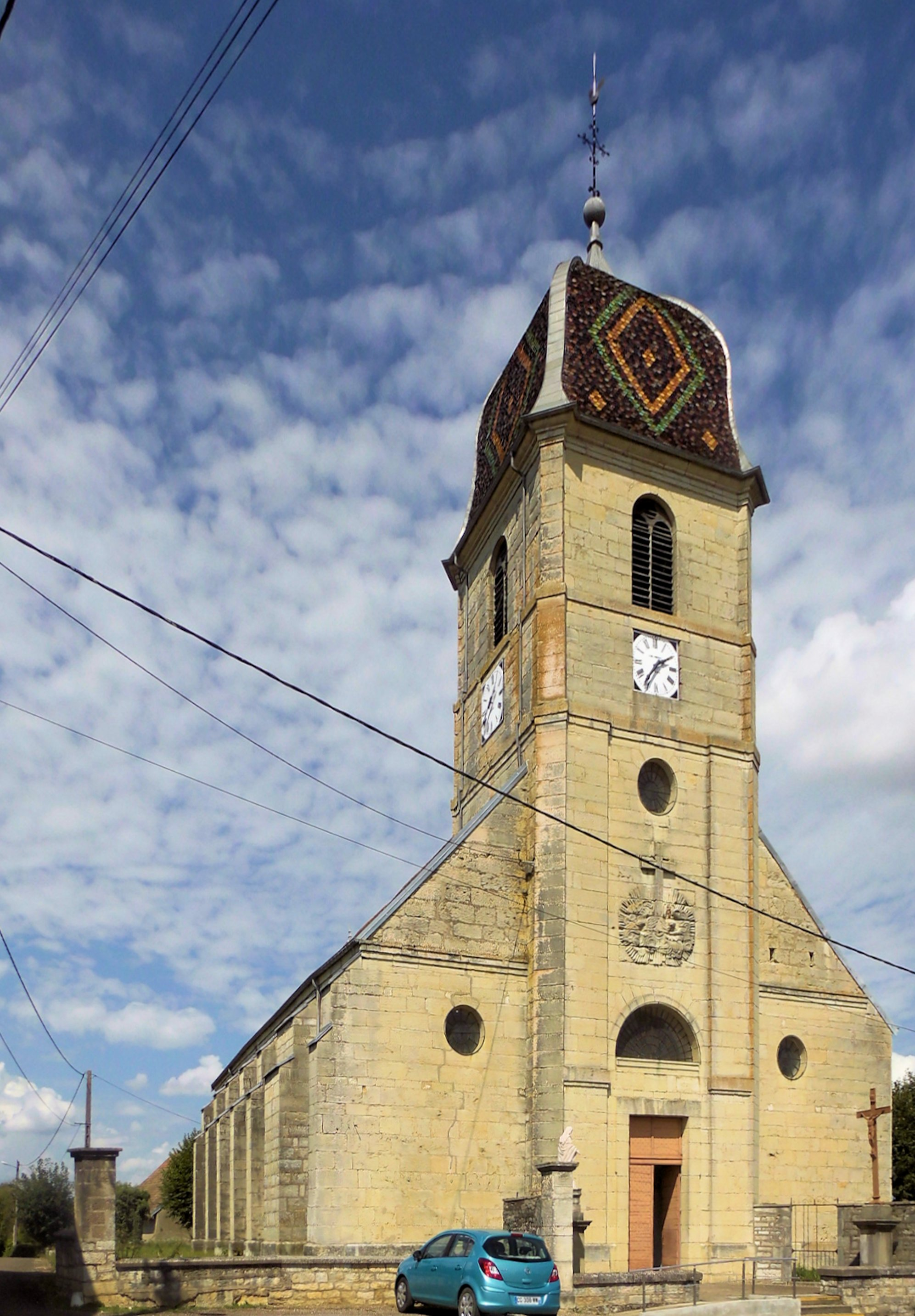
Kirche St. Martin in Vellexon
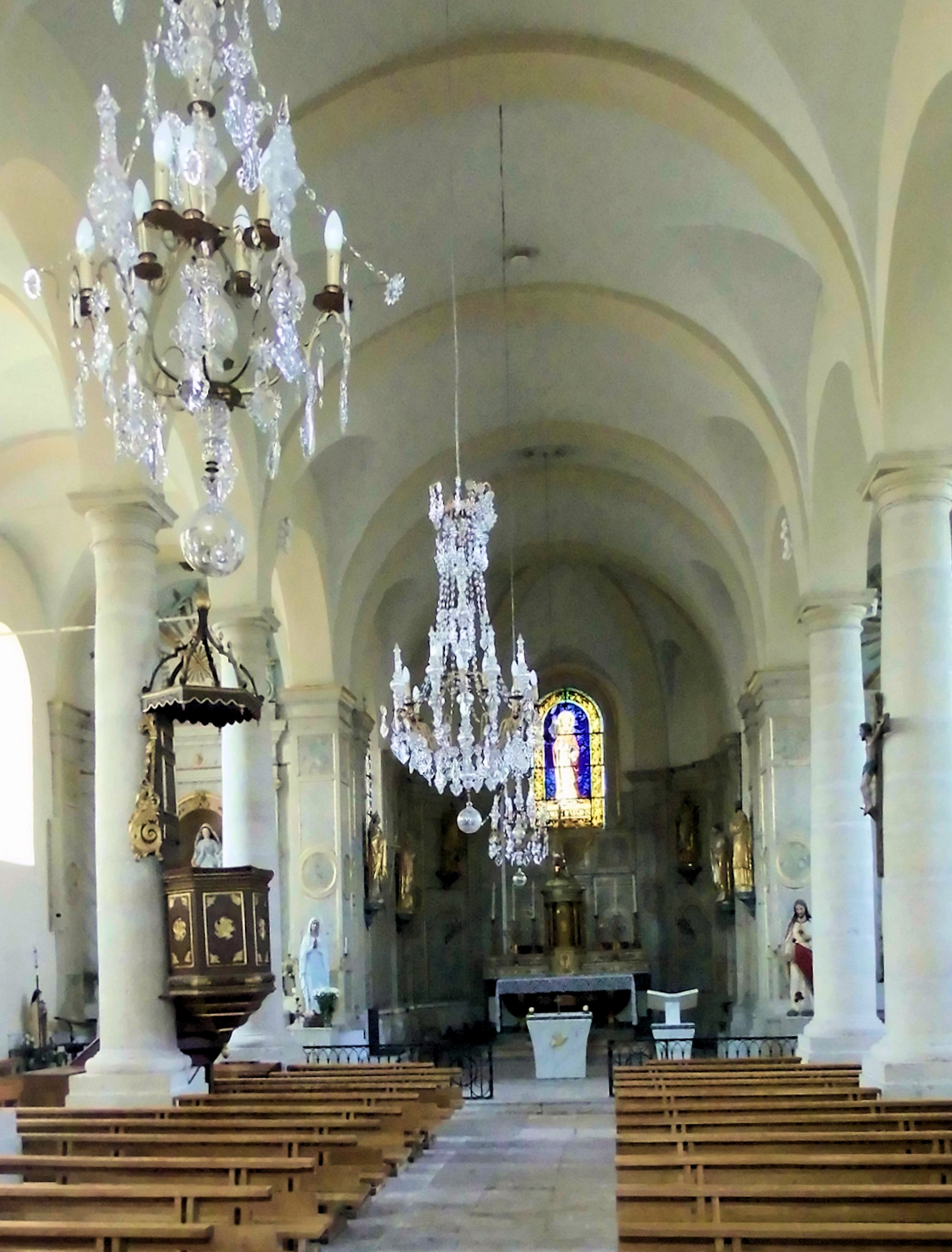
Innenansicht der Kirche St. Martin
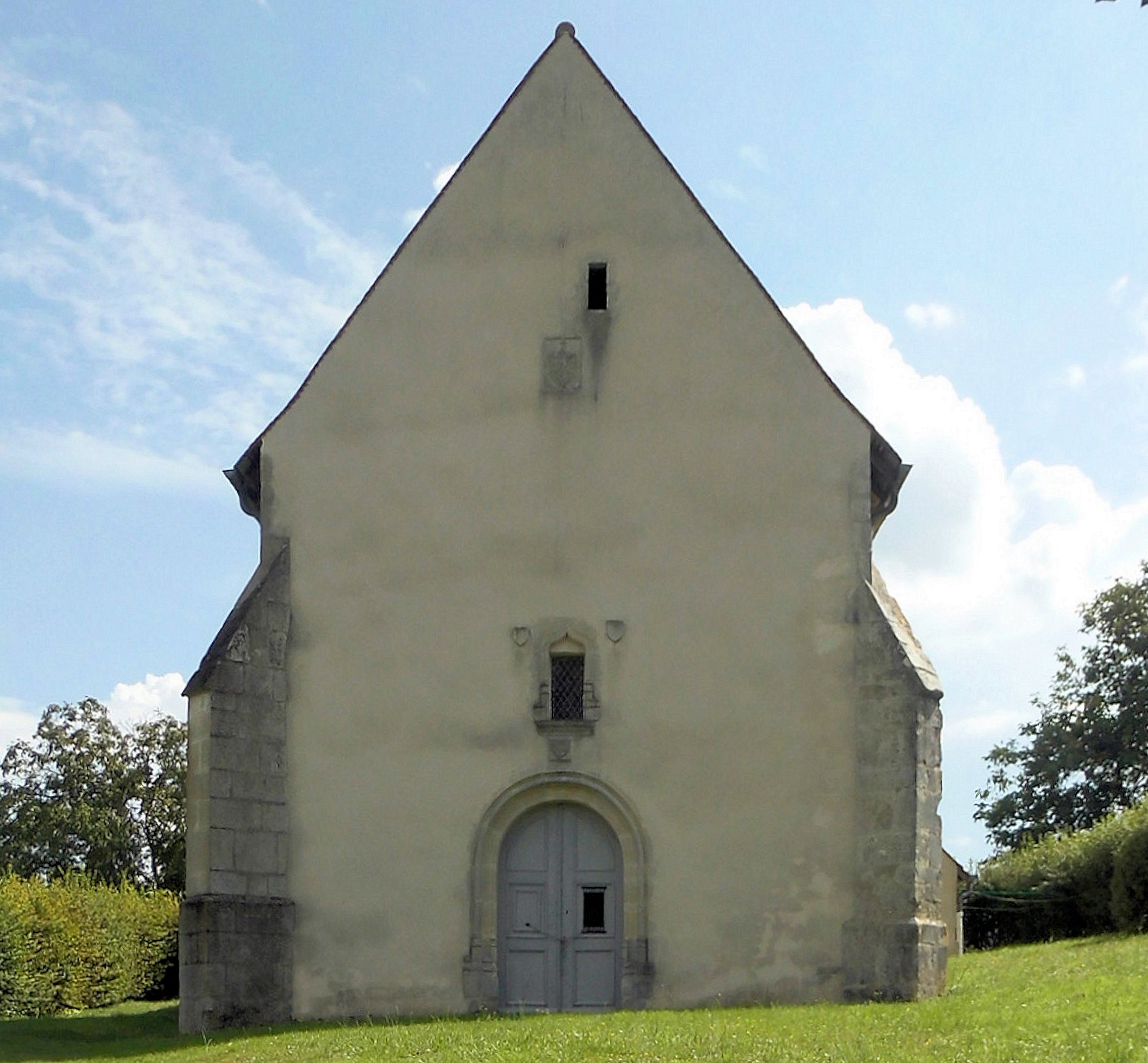
Kapelle Sainte-Reine in Queutrey, Monument historique
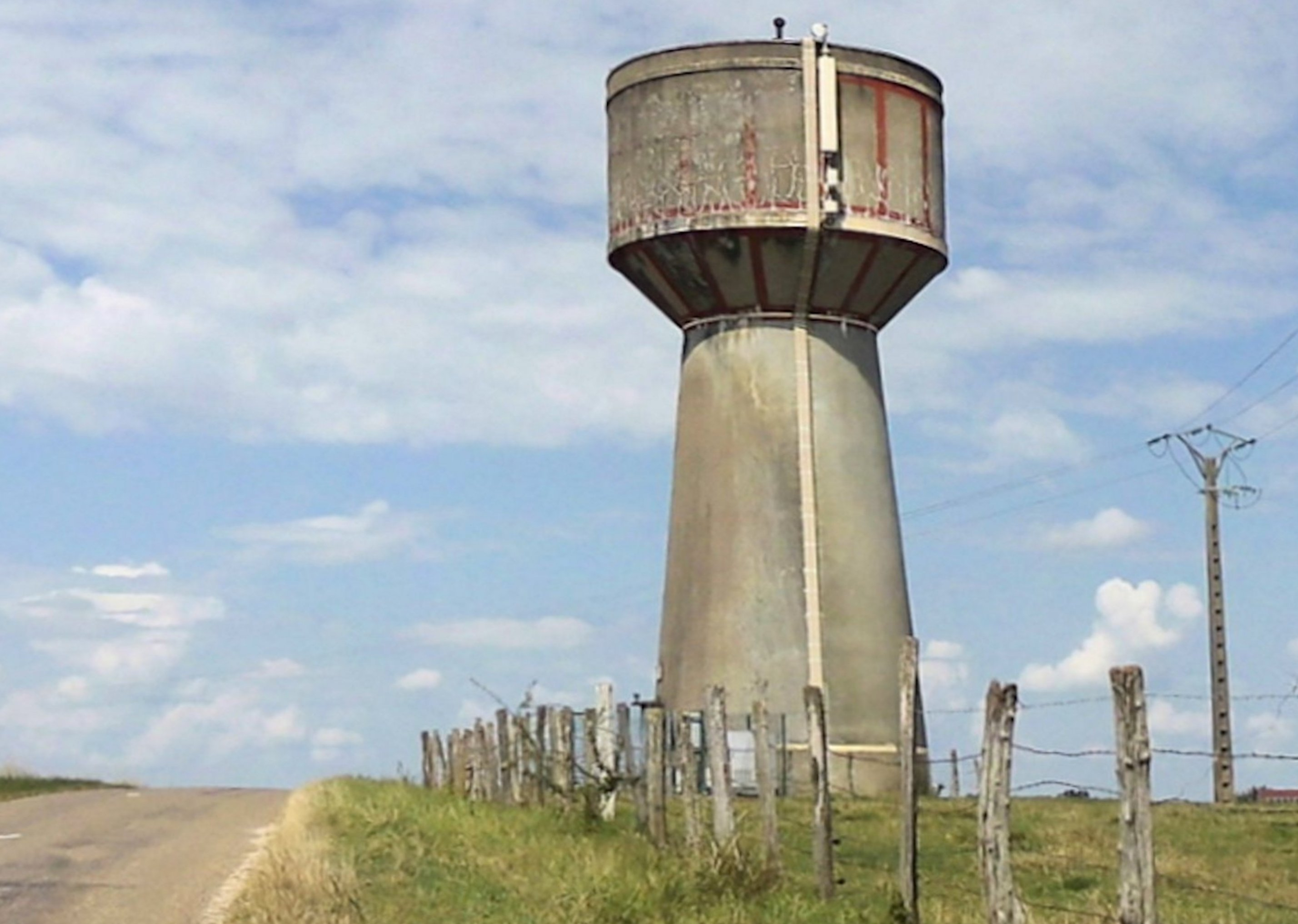
Wasserturm
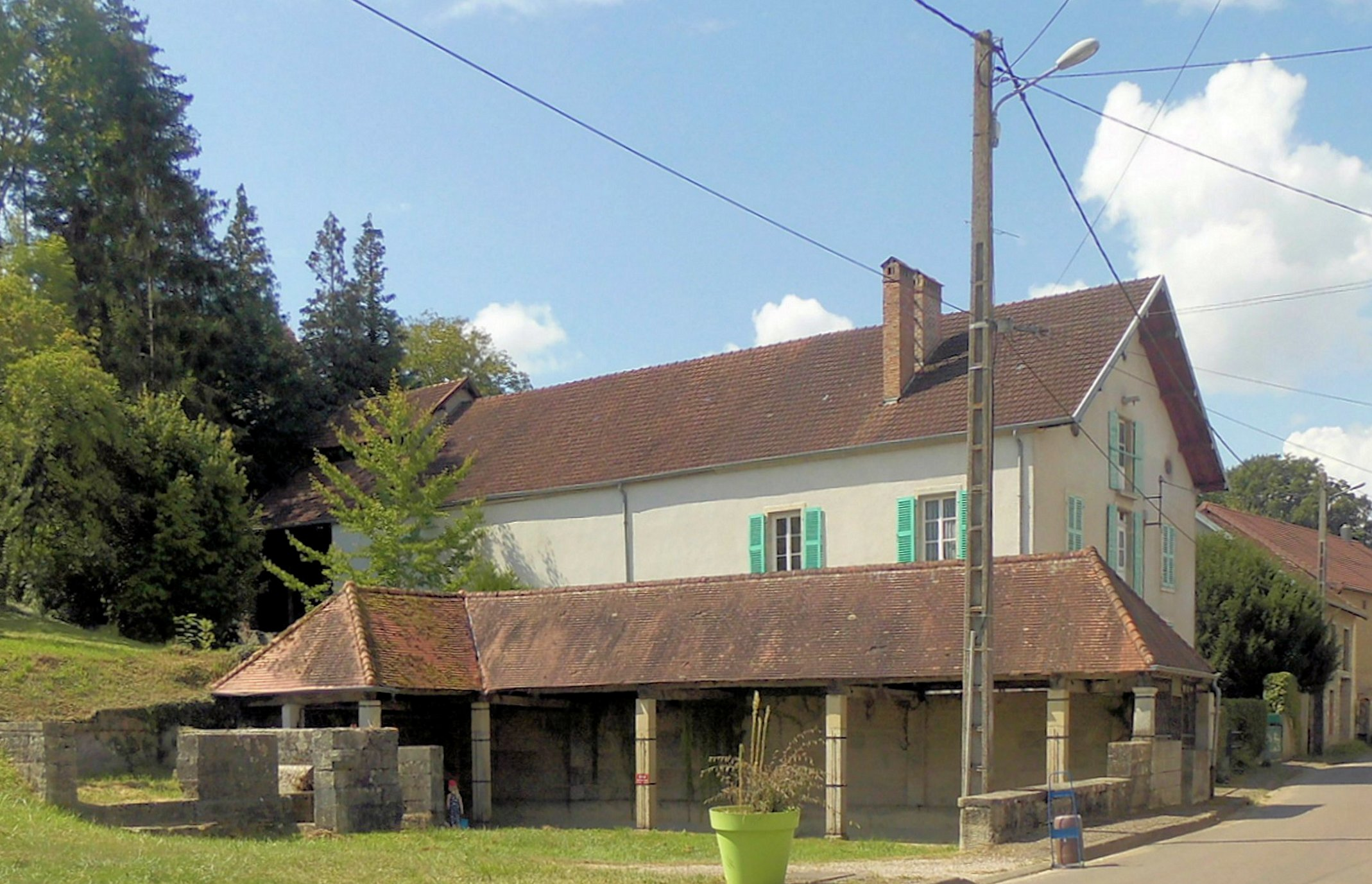
Lavoir in Vellexon
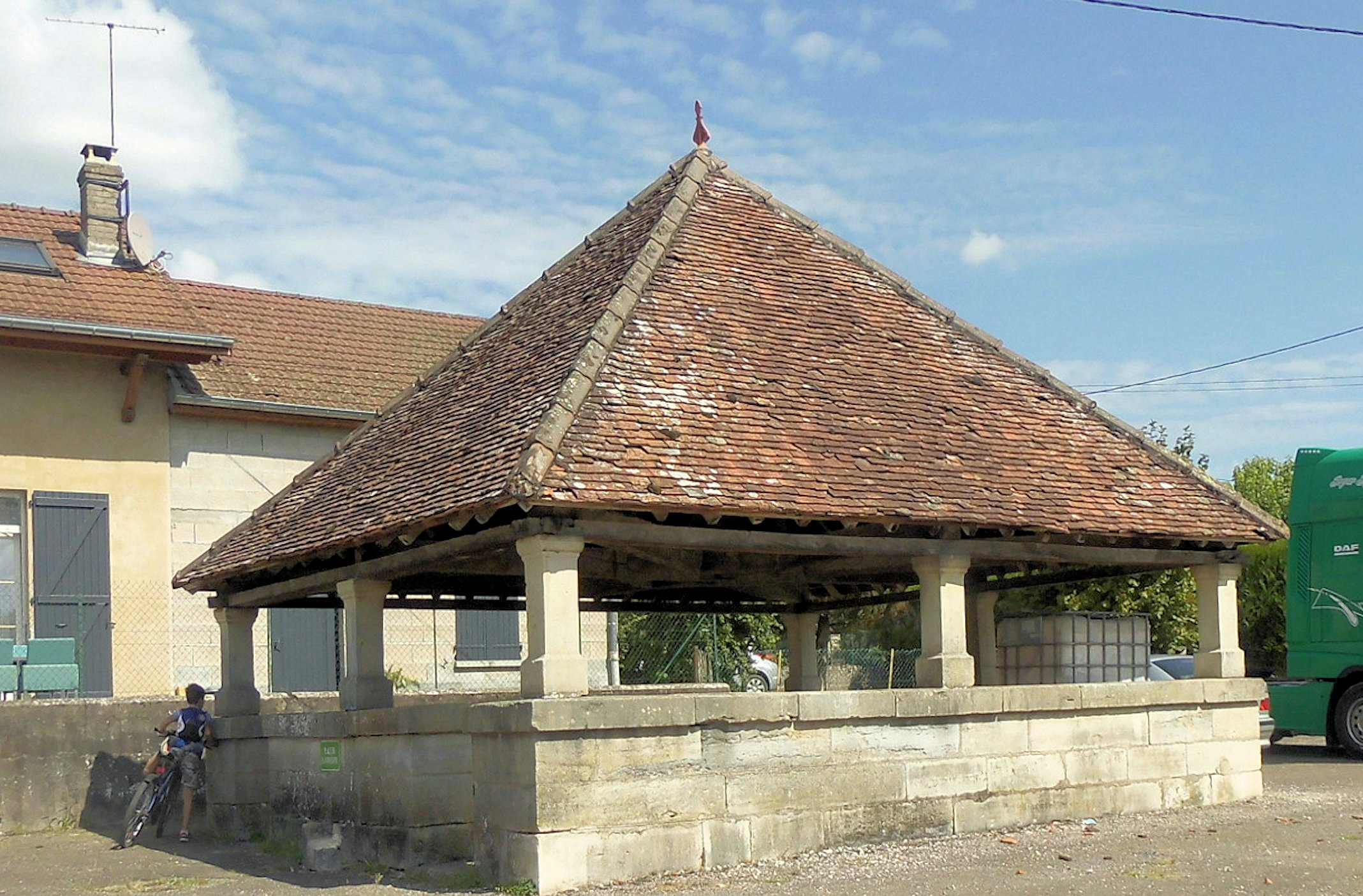
Lavoir in Queutrey

## Persönlichkeiten
- Étienne Pernet (1824–1899), Priester, 1983 Ehrwürdiger Diener Gottes